# 耶路撒冷电影节
耶路撒冷国际电影节创立于1984年，电影节的创始人是利阿·凡·利尔（Lia van Leer）。从20世纪80年代，耶路撒冷电影节成了耶路撒冷一年一度的盛事。电影节一般在7月举办，持续11天。电影节分为国际电影、以色列电影两部分，入围的150-200部电影角逐国际最佳故事片、纪录片、犹太人的身份和历史、人权和自由、新导演、和以色列电影等奖项。

### 主要单元设置

#### 国际电影
- 主竞赛单元（International Competition）：最佳电影奖、最佳导演奖
- 新导演单元（Debuts）：最佳新导演奖
- 自由精神单元（In the Spirit of Freedom）：最佳纪录片奖

#### 以色列电影
- 以色列电影单元（Israeli Feature Films）：最佳电影奖、最佳处女作、最佳男演员、最佳女演员、最佳摄影、最佳剪辑、最佳音效等
- 以色列纪录片单元（Israeli Documentary Competition）：最佳纪录片、最佳纪录片导演等
- 以色列短片单元（Israeli Shorts）：最佳短片、最佳短片导演等